# 嗜石刺鎧蝦
嗜石刺鎧蝦（学名：Munida rupicola）为鎧甲蝦科刺鎧蝦屬下的一个种。